# Бергер, Мириам
Мириам Бергер (англ. Miriam Berger; род. 1990-е) — американская журналистка. Штатный писатель газеты The Washington Post.

## Образование
В августе 2011 года изучала палестинскую журналистику в Рамалле. В 2012 году окончила Уэслианский университет в США, получив степень бакалавра искусств (англ. College of Social Studies). Изучала арабский литературный язык в 2010 году в Институте арабского языка Касид (англ. Qasid Arabic Institute) и в 2012 году в школе арабского языка Миддлбери. В 2016 году получила степень магистра философии в области современных исследований Среднего Востока в Оксфордском университете, Великобритания. В Таджикистане изучала персидский язык. C 2012 по 2013 год училась по программе Центра арабских исследований за рубежом Гарвадского университета. Позже изучала тему «Египетские печатные СМИ в эпоху цифровых технологий: эволюция и стагнация» по программе Фулбрайта в Каире.
Владеет арабским языком и ивритом.

## Карьера
Начала журналистскую карьеру в качестве штатного репортёра BuzzFeed News в Нью-Йорке, США. Будучи фрилансером, вела репортажи из Среднего Востока, Африки и Центральной Азии. Писала для газеты The New York Times и агентств «Рейтер» и «Ассошиэйтед Пресс». В августе 2019 года было объявлено, что с 7 октября 2019 года Бергер начнёт работать штатным писателем иностранного ньюсрума газеты The Washington Post (WP). В WP она освещает Средний Восток.

## Личная жизнь
Бергер — еврейка. Выросла возле Филадельфии, США. Там же училась в еврейской дневной школе. У неё есть две старшие сестры. Её мать, Джейн Эйснер (англ. Jane Eisner), является главным редактором издания The Forward. Отец — Марк Бергер (англ. Mark Berger).